# Овсянников, Дмитрий Владимирович
Дми́трий Влади́мирович Овся́нников (род. 21 февраля 1977, Омск) — российский государственный и политический деятель.
Губернатор Севастополя с 18 сентября 2017 по 11 июля 2019. Заместитель министра промышленности и торговли Российской Федерации (2015—2016, 2019—2020).
В апреле 2020 года исключён из партии «Единая Россия» и снят с должности после скандала в Ижевском аэропорту.
11 апреля 2025 года британским судом признан виновным и приговорён к 3 годам и 4 месяцам тюрьмы за отмывание денег.
Имеет гражданство Великобритании.

## Биография
Родился 21 февраля 1977 года в Омске. Его отец и дед родились в Великобритании и, по данным The Times, имели польское происхождение. В интервью агентству ТАСС в июне 2017 года Овсянников заявил, что его «бабушка и дедушка жили в Новой Каховке Херсонской области, отец там вырос и окончил школу».

### Образование
В 1999 году окончил Удмуртский государственный университет по специальности «Финансы и кредит».
В 2001 году окончил Тольяттинскую академию управления по специальности «Государственное и муниципальное управление».
В 2007 году окончил Российскую академия госслужбы при президенте Российской Федерации по специальности «Юриспруденция».
В 2013 году окончил Высшую школу экономики по специальности «Управление реформируемыми предприятиями ОПК» (Executive MBA).

### Трудовая деятельность
Трудовую деятельность начал в университете лаборантом, после окончания — экономистом, возглавлял городское отделение международной молодёжной некоммерческой организации AIESEC. Затем работал на различных должностях в промышленно-производственных компаниях Ижевска (Удмуртская Республика) и Чайковского (Пермский край).
Летом 2001 года принял участие в конкурсе «Кадровый резерв государственной службы-2001», который проводился аппаратом полномочного представителя президента Российской Федерации в Приволжском федеральном округе для замещения вакантных должностей Главного федерального инспектора и федерального инспектора по Кировской области. В августе 2001 года 24-летний Овсянников стал одним из семи победителей, был включён в государственный кадровый резерв и назначен федеральным инспектором по Кировской области.
В 2001—2003 годах федеральный инспектор по Кировской области
В 2003—2007 годах федеральный инспектор по Удмуртской Республике.
В 2007 году вернулся к работе в промышленности — в течение двух лет был заместителем генерального директора — коммерческим директором ОАО «Чепецкий механический завод».
В 2010—2013 годах заместитель управляющего директора — директор по экономике и финансам в ОАО «Пермский моторный завод».
В 2013—2014 годах заместитель руководителя финансово-экономического департамента ОАО «Объединённая двигателестроительная корпорация».
В 2014—2015 годах руководитель департамента региональной промышленной политики Минпромторга Российской Федерации.
В 2015—2016 годах заместитель министра промышленности и торговли Российской Федерации Д. В. Мантурова.

### Губернатор Севастополя

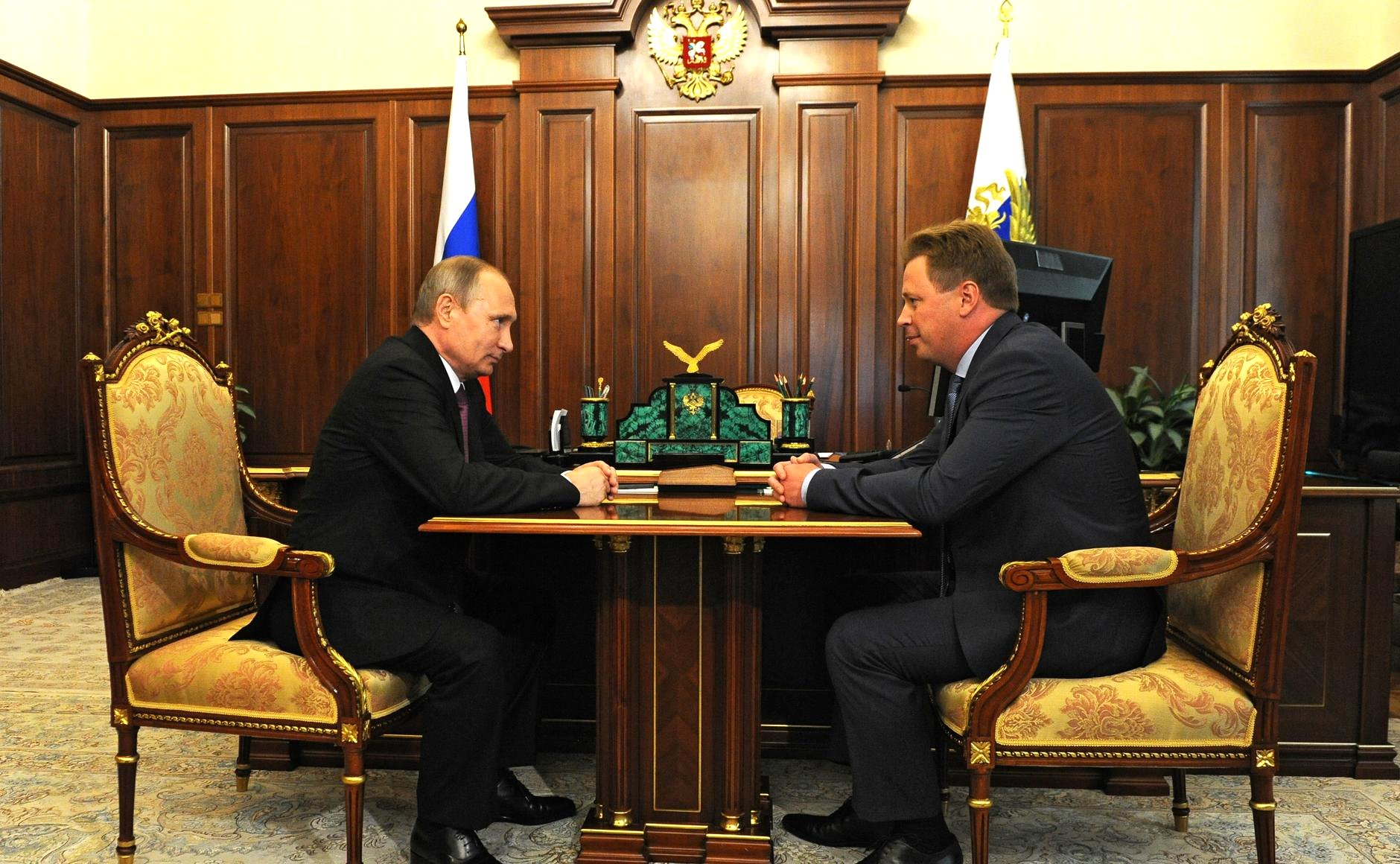
Встреча президента России Владимира Путина с Дмитрием Овсянниковым, 28 июля 2016 года

28 июля 2016 года указом президента России Владимира Путина назначен временно исполняющим обязанности Губернатора Севастополя. 10 сентября 2017 года одержал победу на первых прямых выборах губернатора Севастополя, набрав 71 % голосов избирателей города. В должность Губернатора Севастополя вступил 18 сентября. С 21 декабря того же года — член партии «Единая Россия».
За время губернаторства Овсянникова население города увеличилось на 6,5 % — с 416,3 тыс. человек на 1 января 2016 года до 443,2 тыс. на 1 января 2019 года. Размер среднемесячной заработной платы увеличился на 45,6 % — с 21,8 тыс. руб. по итогам 2015 года (71-е место по стране) до 31,8 тыс. руб. в 2018 году (48-е место). Валовый региональный продукт Севастополя вырос в 1,8 раза — с 48,7 млрд руб. по итогам 2015 года до 87,6 млрд руб., прогнозируемых по итогам 2018 года. Городской бюджет остался профицитным. В 2015 году доходы составили 21,2 млрд руб., расходы — 18,4 млрд руб. В 2018 году доходы равнялись 39,5 млрд руб., расходы — 35,6 млрд руб. В Рейтинге качества жизни российских регионов, который ежегодно составляется агентством «РИА-Рейтинг» на основе анализа 70 показателей, характеризующих основные аспекты качества жизни, Севастополь поднялся с 71-го места в 2015 году на 20-е по итогам 2018 года.
Благодаря начатой Овсянниковым масштабной программе благоустройства были реконструированы более 20 парков и скверов, установлены свыше 500 спортивных и детских площадок, отремонтированы почти 400 дворов. Региональная программа капитального ремонта коснулась почти каждого пятого дома — более 800 многоквартирных домов. Севастополь вышел на 12 место в России по её реализации в 2018 году. В рейтинге качества жизни российских городов, составленном в 2019 году Финансовым университетом при Правительстве РФ на основании оценок населением качества дорог и безопасности движения, развития образования и культуры, состояния жилого фонда и благоустройства города, работы местных властей, качества медицины, Севастополь занял 10 место.
В конце 2018 года Дмитрий Овсянников и мэр Москвы Сергей Собянин подписали Соглашение о сотрудничестве, которое предполагает получение Севастополем поддержки столицы в развитии таких отраслей, как здравоохранение, образование, культура, реализацию масштабных проектов благоустройства городской среды, в том числе таких знаковых, как реконструкция улицы Большая Морская и парка «Учкуевка».
Овсянников инициировал разработку Стратегии социально-экономического развития Севастополя до 2030 года, утверждённую 18 июля 2017 года Законодательным собранием города. В 2019 году он выступил с инициативой создания Национальной программы развития Севастополя, в ключевые проекты которой входили создание национального образовательного центра на базе Севастопольского госуниверситета (создание сети из 15 научно-образовательных центров было отражено в майском указе президента и в нацпроекте «Наука»), развитие Севастопольского морского порта, создание парка и культурного кластера на мысе Хрустальный (центр должен включать в себя музейный комплекс, парк, театр оперы и балета).
За три года своего руководства городом Овсянников проводил открытую политику работы с населением: в том числе регулярные личные приёмы граждан, многочасовые прямые линии в прямом эфире городского телеканала.
11 июля 2019 года освобождён от должности губернатора Севастополя по собственному желанию. Президент РФ Владимир Путин объявил благодарность Дмитрию Овсянникову за активное участие в общественно-политической жизни России.

#### Критика на посту губернатора
С конца 2017 года Овсянников вступил в жёсткое противостояние с бывшим Председателем Законодательного собрания Севастополя, предпринимателем Алексеем Чалым: СМИ называли одной из возможных причин разногласия с Чалым по проекту Генерального плана города, заказчиком которого выступал Чалый. Находясь в противостоянии с Законодательным собранием Севастополя, подавал на председателя заксобрания Екатерину Алтабаеву в суд за то, что та отказалась созывать внеочередное Законодательное собрание в течение установленных законом 10 дней с момента обращения губернатора, поступившего 8 декабря 2017 года, и позднее отозвал своего представителя из Заксобрания. Севастопольский городской суд признал факт нарушения со стороны председателя Заксобрания.
Зимой 2016—2017 годов его, в частности, обвиняли в связях с фирмой «Севастопольстрой-Марина-де-Люкс», которая начала строительные работы на основании разрешения, которое было выдано ещё во время нахождения Крыма в составе Украины. В 2017 году Севнаследие выдало предписание приостановить земельные работы, а первый заместитель прокурора Севастополя через суд потребовал отменить решение на застройку, которое было отменено Арбитражным судом Севастополя в ноябре 2017 года. Застройщик подал апелляцию в Арбитражный суд Центрального округа в Калуге, которую отклонили
Прокуратура через суд отменила решение на застройку территории культурного наследия Херсонес Таврический, офшорной компанией ООО «Севастопольстрой-Марина-де-люкс», бенифициаром которой по утверждению СМИ является Дмитрий Овсянников.
Перевёл из бюджета 2 млрд рублей в лопнувший в ОФК-Банк «Объединённый финансовый капитал», предназначенные на строительство очистных сооружений.
На 2018 год не исполнил целевую федеральную программу по строительству очистных сооружений, реконструкцию Парка Победы и строительство двух больниц. В этом же году открыл детский лагерь Ласпи в котором из-за некачественных завезённых в лагерь продуктов отравились дети.
В марте 2019 года Овсянников был подвергнут критике со стороны депутата Госдумы РФ Натальи Поклонской, которая обвинила руководство города в некорректном поведении и нежелании проявлять открытость.
В 2019 году в период предвыборной кампании в Законодательное собрание Севастополя второго созыва Правительство Севастополя инициировало снос незаконно установленных рекламных конструкций. Что было подано, как действия, направленные против агитации за партию «Единая Россия», в том числе и кандидатов, победивших на праймериз от «Единой России» (депутата Заксобрания Михаила Чалого и председателя Заксобрания Севастополя Екатерины Алтабаевой).
Поводом для претензий СМИ стал также перевод в качестве авансового платежа на строительство очистных сооружений 2 млрд рублей в ОФК-Банк «Объединённый финансовый капитал», чья лицензия была позднее отозвана.

### Работа в Минпромторге России
24 октября 2019 года Распоряжением Председателя Правительства России Дмитрия Медведева № 2516-р назначен заместителем министра промышленности и торговли Российской Федерации. В должности заместителя министра промышленности и торговли Овсянников будет участвовать в формировании позиции министерства по вопросам промышленного развития субъектов Российской Федерации и реализации проектов по оказанию гуманитарной поддержки предприятиям промышленности и торговли других государств.
В предыдущий период работы в министерстве в качестве заместителя министра промышленности и торговли Российской Федерации курировал весь спектр вопросов по реализации государственной промышленной политики в регионах, развитие промышленных производств Республики Крым и города федерального значения Севастополя, территорий Северного Кавказа, дальнего Востока и Арктической зоны России, Республики Карелия, Калининградской области, а также развитие промышленной инфраструктуры субъектов Федерации в формате индустриальных парков, технопарков и промышленных кластеров.
Был разработан механизм федерального софинансирования региональных программ развития промышленности, механизмы предоставления господдержки — компенсации затрат на создание инфраструктуры индустриальных парков и технопарков, а также участникам промышленных кластеров на реализацию совместных проектов по производству промышленной продукции кластера в целях импортозамещения.
Создана Геоинформационная система индустриальных парков, технопарков и промышленных кластеров.
В декабре 2015 года система признана лауреатом Всероссийской интернет-премии «Прометей» в номинации «Власть и государство». Внедрены национальные стандарты «Индустриальные парки. Требования» (вступил в действие 1 сентября 2015 года) и «Технопарки. Требования» (утверждён Росстандартом в июне 2015 года).
После возвращения в министерство в 2019 году Дмитрий Овсянников обозначил своё видение государственной поддержки регионального развития в интервью изданию «Интерфакс». Однако по неизвестной причине интервью было удалено с ленты агентства и позднее опубликовано «Комсомольской правдой». Он, в частности, отметил, что считает логичным вернуться к отдельной федеральной программе «Сокращение различий в развитии регионов Российской Федерации» с полноценным финансированием и отдельными именно региональными механизмами поддержки развития регионов.
8 апреля 2020 года исключён из партии «Единая Россия» после скандала в Ижевском аэропорту: Овсянников при контроле не показал документы и посадочный билет и в ответ на просьбу это сделать начал нецензурно выражаться. 23 апреля 2020 года премьер-министр России Михаил Мишустин освободил Дмитрия Овсянникова от должности заместителя министра промышленности и торговли.

## Санкции
21 ноября 2017 года попал под санкции стран Евросоюза так как он «был избран губернатором Севастополя на выборах 10 сентября 2017 года, организованных Россией в незаконно аннексированном Севастополе», кроме того Овсянников делал публичные заявления в поддержку аннексии Россией Крыма. В декабре 2020 года Овсянников обратился в суд ЕС с просьбой о снятии с него санкций, подчеркнув, что он «терпит экономический ущерб в результате санкций» и санкционные ограничения мешают ему вести бизнес на территории Евросоюза, в том числе, зарегистрировать компанию на Кипре. В конце октября 2022 года Европейский суд постановил аннулировать решение Евросоюза о продлении санкций в отношении Овсянникова так как он не занимает должность, за работу на которой он попал под санкции Евросоюза.
26 января 2018 года, «в связи с конфликтом в Украине и оккупацией Россией Крыма», включён в санкционный список США против украинских сепаратистов за незаконное присвоение государственных активов Украины. 16 сентября 2022 года, на фоне вторжения России на Украину, Великобритания продлила санкционные ограничения в отношении Овсянникова так как он работал «над дальнейшей интеграцией незаконно аннексированного Севастополя в состав России». По аналогичным основаниям находится под санкциями Канады, Швейцарии, Украины и Австралии.

## Уголовное преследование
В январе 2024 года задержан в своём доме в Лондоне британским Национальным агентством по борьбе с преступностью по обвинению в преднамеренном обходе санкций и отмывании денег. По данным газеты «The Times», он открыл счёт в банке HBOS в Лондоне в феврале 2023 года или ранее. Его также обвиняют в том, что на его счёт было внесено четыре платежа на общую сумму 65 тысяч фунтов ($83 тысяч долларов), а также в хранении 77,5 тысяч фунтов (98,6 тысяч долларов) «криминальных денежных средств». 20 февраля 2024 года отпущен судом под залог, выяснилось наличие у него британского гражданства. Суд должен был пройти марте 2025 года.
09 апреля 2025 года британским судом признан виновным в отмывании денег и осуждён на 3 года и 4 месяца тюрьмы.
В ходе судебного процесса стало известно, что Дмитрий Овсянников обладает британским паспортом, который он получил 27 января 2023 года на том основании, что его отец родился в английском городе Брадфорд в 1950 году. Бывший чиновник прибыл в Соединённое Королевство 1 февраля 2023 года и поселился на юге Лондона в доме своего брата, к тому моменту проживавшего в Великобритании уже на протяжении нескольких лет.

## Семья
Жена Екатерина родом из Ижевска. Двое детей: сыновья Александр (родился у Овсянниковых в Ижевске) и Алексей (родился в Перми).

## Классный чин
- Действительный государственный советник Российской Федерации 3 класса.

## Награды
- Медаль ордена «За заслуги перед Отечеством» II степени;
- Благодарственное письмо Министра обороны Российской Федерации (16 марта 2017) — за личное участие и конкретную помощь в развитии учебно-материальной базы ЧВВМУ имени П. С. Нахимова[62].

## Увлечения
Свободное время посвящает воспитанию детей. Увлекается горным туризмом, походами.